# Razzie Award al peggior film
Il Razzie Award al peggior film (Razzie Award for Worst Picture) è un premio annuale assegnato dai Golden Raspberry Awards per il peggior film dell'anno. 
Gli unici film italiani nominati nella categoria sono stati Hercules (1983) e Pinocchio (2002).

## Edizioni

### 1980
- 1980
  - Can't Stop the Music, regia di Nancy Walker
  - Cruising, regia di William Friedkin
  - La formula (The Formula), regia di John G. Avildsen
  - Venerdì 13 (Friday the 13th), regia di Sean S. Cunningham
  - La febbre del successo - Jazz Singer (The Jazz Singer), regia di Richard Fleischer
  - The Nude Bomb, regia di Clive Donner
  - Blitz nell'oceano (Raise the Titanic), regia di Jerry Jameson
  - Saturn 3, regia di Stanley Donen
  - Windows, regia di Gordon Willis
  - Xanadu, regia di Robert Greenwald

- 1981
  - Mammina cara (Mommie Dearest), regia di Frank Perry
  - Amore senza fine (Endless Love), regia di Franco Zeffirelli
  - I cancelli del cielo (Heaven's Gate), regia di Michael Cimino
  - La leggenda del ranger solitario (The Legend of the Lone Ranger), regia di William Fraker
  - Tarzan, l'uomo scimmia (Tarzan, the Ape Man), regia di John Derek

- 1982
  - Inchon, regia di Terence Young
  - Annie, regia di John Huston
  - Butterfly - Il sapore del peccato (Butterfly), regia di Matt Cimber
  - Megaforce, regia di Hal Needham
  - Il film pirata (The Pirate Movie), regia di Ken Annakin

- 1983
  - Il prezzo del successo (The Lonely Lady), regia di Peter Sasdy
  - Hercules, regia di Luigi Cozzi
  - Lo squalo 3 (Jaws 3-D), regia di Joe Alves
  - Stroker Ace, regia di Hal Needham
  - Due come noi (Two of a Kind), regia di John Herzfeld

- 1984
  - Bolero Extasy (Bolero), regia di John Derek
  - La corsa più pazza d'America n. 2 (Cannonball Run II), regia di Hal Needham
  - Nick lo scatenato (Rhinestone), regia di Bob Clark
  - Sheena, regina della giungla (Sheena), regia di John Guillermin
  - Dove stanno i ragazzi (Where the Boys Are '84), regia di Hy Averback

- 1985
  - Rambo 2 - La vendetta (Rambo: First Blood Part II), regia di George Pan Cosmatos
  - Febbre di gioco (Fever Pitch), regia di Richard Brooks
  - Revolution, regia di Hugh Hudson
  - Rocky IV, regia di Sylvester Stallone
  - L'anno del dragone (Year of the Dragon), regia di Michael Cimino

- 1986
  - Howard e il destino del mondo (Howard the Duck), regia di Willard Huyck
- 1986
  - Under the Cherry Moon, regia di Prince
  - Blue City, regia di Michelle Manning
  - Cobra, regia di George Pan Cosmatos
  - Shanghai Surprise, regia di Jim Goddard

- 1987
  - Leonard salverà il mondo (Leonard Part 6), regia di Paul Weiland
  - Ishtar, regia di Elaine May
  - Lo squalo 4 - La vendetta (Jaws: The Revenge), regia di Joseph Sargent
  - I ragazzi duri non ballano (Tough Guys Don't Dance), regia di Norman Mailer
  - Who's That Girl, regia di James Foley

- 1988
  - Cocktail, regia di Roger Donaldson
  - Due palle in buca (Caddyshack II), regia di Allan Arkush
  - Don, un cavallo per amico (Hot to Trot), regia di Michael Dinner
  - Il mio amico Mac (Mac and Me), regia di Stewart Raffill
  - Rambo III, regia di Peter MacDonald

- 1989
  - Star Trek V - L'ultima frontiera (Star Trek V: The Final Frontier), regia di William Shatner
  - Karate Kid III - La sfida finale (The Karate Kid, Part III), regia di John G. Avildsen
  - Sorvegliato speciale (Lock Up), regia di John Flynn
  - Il duro del Road House (Road House), regia di Rowdy Herrington
  - La corsa più pazza del mondo 2 (Speed Zone!), regia di Jim Drake

### 1990
- 1990
  - Le avventure di Ford Fairlane (The Adventures of Ford Fairlane), regia di Renny Harlin
- 1990
  - I fantasmi non possono farlo (Ghosts Can't Do It), regia di John Derek
  - Il falò delle vanità (The Bonfire of the Vanities), regia di Brian De Palma
  - Graffiti Bridge, regia Prince
  - Rocky V, regia di John G. Avildsen

- 1991
  - Hudson Hawk - Il mago del furto (Hudson Hawk), regia di Michael Lehmann
  - Cool as Ice, regia di David Kellogg
  - Dice Rules, regia di Jay Dubin
  - Nient'altro che guai (Nothing But Trouble), regia di Dan Aykroyd
  - Ritorno alla laguna blu (Return to the Blue Lagoon), regia di William A. Graham

- 1992
  - Vite sospese (Shining Through), regia di David Seltzer
  - Guardia del corpo (The Bodyguard), regia di Mick Jackson
  - Cristoforo Colombo - La scoperta (Christopher Columbus: The Discovery), regia di John Glen
  - Analisi finale (Final Analysis), regia di Phil Joanou
  - Gli strilloni (Newsies), regia di Kenny Ortega

- 1993
  - Proposta indecente (Indecent Proposal), regia di Adrian Lyne
  - Body of Evidence, regia di Uli Edel
  - Cliffhanger - L'ultima sfida (Cliffhanger), regia di Renny Harlin
  - Last Action Hero - L'ultimo grande eroe (Last Action Hero), regia di John McTiernan
  - Sliver, regia di Phillip Noyce

- 1994
  - Il colore della notte (Color of Night), regia di Richard Rush
  - Genitori cercasi (North), regia di Rob Reiner
  - Sfida tra i ghiacci (On Deadly Ground), regia di Steven Seagal
  - Lo specialista (The Specialist), regia di Luis Llosa
  - Wyatt Earp, regia di Lawrence Kasdan

- 1995
  - Showgirls, regia di Paul Verhoeven
  - Congo, regia di Frank Marshall
  - It's Pat, regia di Adam Bernstein
  - La lettera scarlatta (The Scarlet Letter), regia di Roland Joffé
  - Waterworld, regia di Kevin Reynolds

- 1996
  - Striptease, regia di Andrew Bergman
  - Barb Wire, regia di David Hogan
  - Ed - Un campione per amico (Ed), regia di Bill Couturie
  - L'isola perduta (The Island of Dr. Moreau), regia di John Frankenheimer
  - The Stupids, regia di John Landis

- 1997
  - L'uomo del giorno dopo (The Postman), regia di Kevin Costner
  - Anaconda, regia di Luis Llosa
  - Batman & Robin, regia di Joel Schumacher
  - Fire Down Below - L'inferno sepolto (Fire Down Below), regia di Félix Enríquez Alcalá
  - Speed 2 - Senza limiti (Speed 2: Cruise Control), regia di Jan de Bont

- 1998
  - Hollywood brucia (An Alan Smithee Film: Burn Hollywood Burn), regia di Arthur Hiller e Alan Smithee
  - Armageddon - Giudizio finale (Armageddon), regia di Michael Bay
  - The Avengers - Agenti speciali (The Avengers), regia di Jeremiah S. Chechik
  - Godzilla, regia di Roland Emmerich
  - Spice Girls - Il film (Spiceworld), regia di Bob Spiers

- 1999
  - Wild Wild West, regia di Barry Sonnenfeld
  - Big Daddy - Un papà speciale (Big Daddy), regia di Dennis Dugan
  - The Blair Witch Project - Il mistero della strega di Blair (The Blair Witch Project), regia di Daniel Myrick ed Eduardo Sánchez
  - Haunting - Presenze (The Haunting), regia di Jan de Bont
  - Star Wars: Episodio I - La minaccia fantasma (Star Wars: Episode I - Phantom Menace), regia di George Lucas

### 2000
- 2000
  - Battaglia per la Terra (Battlefield Earth), regia di Roger Christian
  - Il libro segreto delle streghe - Blair Witch 2 (Book of Shadows: Blair Witch 2), regia di Joe Berlinger
  - I Flintstones in Viva Rock Vegas (The Flintstones in Viva Rock Vegas), regia di Brian Levant
  - Little Nicky - Un diavolo a Manhattan (Little Nicky), regia di Steven Brill
  - Sai che c'è di nuovo? (The Next Best Thing), regia di John Schlesinger

- 2001
  - Freddy Got Fingered, regia di Tom Green
  - Driven, regia di Renny Harlin
  - Glitter, regia di Vondie Curtis-Hall
  - Pearl Harbor, regia di Michael Bay
  - La rapina (3000 Miles to Graceland), regia di Demian Lichtenstein

- 2002
  - Travolti dal destino (Swept Away), regia di Guy Ritchie
  - Pluto Nash (The Adventures of Pluto Nash), regia di Ron Underwood
  - Crossroads - Le strade della vita (Crossroads), regia di Tamra Davis
  - Pinocchio, regia di Roberto Benigni
  - Star Wars: Episodio II - L'attacco dei cloni (Star Wars: Episode II - Attack of the Clones), regia di George Lucas

- 2003
  - Amore estremo - Tough Love (Gigli), regia di Martin Brest
  - Il gatto... e il cappello matto (The Cat in the Hat), regia di Bo Welch
  - Charlie's Angels - Più che mai (Charlie's Angels: Full Throttle), regia di McG
  - From Justin to Kelly, regia di Robert Iscove
  - The Real Cancun, regia di Rick de Oliveira

- 2004
  - Catwoman, regia di Pitof
  - Alexander, regia di Oliver Stone
  - Un genio in pannolino 2 (Superbabies: Baby Geniuses 2), regia di Bob Clark
  - Natale in affitto (Surviving Christmas), regia di Mike Mitchell
  - White Chicks, regia di Keenen Ivory Wayans

- 2005
  - Dirty Love - Tutti pazzi per Jenny (Dirty Love), regia di John Mallory Asher
  - Deuce Bigalow - Puttano in saldo (Deuce Bigalow: European Gigolo), regia di Mike Bigelow
  - Hazzard (The Dukes of Hazzard), regia di Jay Chandrasekhar
  - La maschera di cera (House of Wax), regia di Jaume Collet-Serra
  - The Mask 2 (Son of the Mask), regia di Lawrence Guterman

- 2006
  - Basic Instinct 2, regia di Michael Caton-Jones
  - BloodRayne, regia di Uwe Boll
  - Lady in the Water, regia di M. Night Shyamalan
  - Quel nano infame (Little Man), regia di Keenen Ivory Wayans
  - Il prescelto (The Wicker Man), regia di Neil LaBute

- 2007
  - Il nome del mio assassino (I Know Who Killed Me), regia di Chris Sivertson
  - Bratz (Bratz: The Movie), regia di Sean McNamara
  - Il campeggio dei papà (Daddy Day Camp), regia di Fred Savage
  - Io vi dichiaro marito e... marito (I Now Pronounce You Chuck and Larry), regia di Dennis Dugan
  - Norbit, regia di Brian Robbins

- 2008
  - Love Guru (The Love Guru), regia di Marco Schnabel
  - Disaster Movie e 3ciento - Chi l'ha duro... la vince (Meet the Spartans), regia di Jason Friedberg e Aaron Seltzer
  - E venne il giorno (The Happening), regia di M. Night Shyamalan
  - The Hottie and the Nottie, regia di Tom Putnam
  - In the Name of the King (In the Name of the King: A Dungeon Siege Tale), regia di Uwe Boll

- 2009
  - Transformers - La vendetta del caduto (Transformers: Revenge of the Fallen), regia di Michael Bay
  - A proposito di Steve (All About Steve), regia di Phil Traill
  - Daddy Sitter (Old Dogs), regia di Walt Becker
  - G.I. Joe - La nascita dei Cobra (G.I. Joe: The Rise of Cobra), regia di Stephen Sommers
  - Land of the Lost, regia di Brad Silberling

### 2010
- 2010
  - L'ultimo dominatore dell'aria (The Last Airbender), regia di M. Night Shyamalan
  - Il cacciatore di ex (The Bounty Hunter), regia di Andy Tennant
  - Sex and the City 2, regia di Michael Patrick King
  - The Twilight Saga: Eclipse, regia di David Slade
  - Mordimi (Vampires Suck), regia di Jason Friedberg e Aaron Seltzer

- 2011
  - Jack e Jill (Jack and Jill), regia di Dennis Dugan
  - Bucky Larson: Born to Be a Star, regia di Tom Brady
  - Capodanno a New York (New Year's Eve), regia di Garry Marshall
  - Transformers 3 (Transformers: Dark of the Moon), regia di Michael Bay
  - The Twilight Saga: Breaking Dawn - Parte 1 (The Twilight Saga: Breaking Dawn – Part 1), regia di Bill Condon

- 2012
  - The Twilight Saga: Breaking Dawn - Parte 2 (The Twilight Saga: Breaking Dawn – Part 2), regia di Bill Condon
  - Battleship, regia di Peter Berg
  - Indovina perché ti odio (That's My Boy), regia di Sean Anders
  - Una bugia di troppo (A Thousand Words), regia di Brian Robbins
  - The Oogieloves in the Big Balloon Adventure, regia di Matthew Diamond
  - Kikoriki. Team Invincible, regia di Denis Chernov

- 2013
  - Comic Movie (Movie 43), registi vari
  - After Earth, regia di M. Night Shyamalan
  - Un weekend da bamboccioni 2 (Grown Ups 2), regia di Dennis Dugan
  - The Lone Ranger, regia di Gore Verbinski
  - A Madea Christmas, regia di Tyler Perry

- 2014
  - Kirk Cameron's Saving Christmas, regia di Darren Doane
  - Left Behind - La profezia (Left Behind), regia di Vic Armstrong
  - Hercules - La leggenda ha inizio (The Legend of Hercules), regia di Renny Harlin
  - Tartarughe Ninja (Teenage Mutant Ninja Turtles), regia di Jonathan Liebesman
  - Transformers 4 - L'era dell'estinzione (Transformers: Age of Extinction), regia di Michael Bay

- 2015
  - Cinquanta sfumature di grigio (Fifty Shades of Grey), regia di Sam Taylor-Johnson
- 2015
  - Fantastic 4 - I Fantastici Quattro (Fantastic Four), regia di Josh Trank
  - Jupiter - Il destino dell'universo (Jupiter Ascending), regia di Andy e Lana Wachowski
  - Il superpoliziotto del supermercato 2 (Paul Blart: Mall Cop 2), regia di Andy Fickman
  - Pixels, regia di Chris Columbus

- 2016
  - Hillary's America: The Secret History of the Democratic Party, regia di Dinesh D'Souza e Bruce Schooley
  - Batman v Superman: Dawn of Justice, regia di Zack Snyder
  - Nonno scatenato (Dirty Grandpa), regia di Dan Mazer
  - Gods of Egypt, regia di Alex Proyas
  - Independence Day - Rigenerazione (Independence Day: Resurgence), regia di Roland Emmerich
  - Zoolander 2, regia di Ben Stiller

- 2017
  - Emoji - Accendi le emozioni (The Emoji Movie), regia di Tony Leondis
  - Baywatch, regia di Seth Gordon
  - Cinquanta sfumature di nero (Fifty Shades Darker), regia di James Foley
  - La mummia (The Mummy), regia di Alex Kurtzman
  - Transformers - L'ultimo cavaliere (Transformers: The Last Knight), regia di Michael Bay

- 2018
  - Holmes & Watson - 2 de menti al servizio della regina (Holmes & Watson), regia di Etan Cohen
  - Gotti - Il primo padrino (Gotti), regia di Kevin Connolly
  - Pupazzi senza gloria (The Happytime Murders), regia di Brian Henson
  - Robin Hood - L'origine della leggenda (Robin Hood), regia di Otto Bathurst
  - La vedova Winchester (Winchester), regia di Michael e Peter Spierig

- 2019
  - Cats, regia di Tom Hooper
  - The Fanatic, regia di Fred Durst
  - Sharon Tate - Tra incubo e realtà (The Haunting of Sharon Tate), regia di Daniel Farrands
  - A Madea Family Funeral, regia di Tyler Perry
  - Rambo: Last Blood, regia di Adrian Grünberg

### 2020
- 2020
  - Absolute Proof, regia di Mike Lindell
  - 365 giorni (365 Dni), regia di Barbara Białowąs e Tomasz Mandes
  - Dolittle, regia di Stephen Gaghan
  - Fantasy Island, regia di Jeff Wadlow
  - Music, regia di Sia

- 2021
  - Diana, regia di Christopher Ashley
  - Infinite, regia di Antoine Fuqua
  - Karen, regia di Coke Daniels
  - Space Jam: New Legends (Space Jam: A New Legacy), regia di Malcolm D. Lee
  - La donna alla finestra (The Woman in the Window), regia di Joe Wright

- 2022
  - Blonde, regia di Andrew Dominik
  - Pinocchio, regia di Robert Zemeckis
  - Good Mourning, regia di Machine Gun Kelly e Mod Sun
  - The King's Daughter, regia di Sean McNamara
  - Morbius, regia di Daniel Espinosa
- 2023
  - Winnie-the-Pooh - Sangue e miele (Winnie-the-Pooh: Blood and Honey), regia di Rhys Frake-Waterfield
  - L'esorcista - Il credente (The Exorcist: Believer), regia di David Gordon Green
  - I mercenari 4 - Expendables (Expend4bles), regia di Scott Waugh
  - Shark 2 - L'abisso (Meg 2: The Trench), regia di Ben Wheatley
  - Shazam! Furia degli dei (Shazam! Fury of the Gods), regia di David F. Sandberg
- 2024
  - Madame Web, regia di S. J. Clarkson
  - Borderlands, regia di Eli Roth
  - Joker: Folie à Deux, regia di Todd Phillips
  - Megalopolis, regia di Francis Ford Coppola
  - Reagan, regia di Sean McNamara

## Premi speciali

### Peggior film del decennio
- 1989
  - Mammina cara (Mommie Dearest) di Frank Perry (1981)
  - Howard e il destino del mondo (Howard the Duck) di Willard Huyck (1984)
  - Bolero Extasy (Bolero) di John Derek (1984)
  - Il prezzo del successo (The Lonely Lady) di Peter Sasdy (1983)
  - Star Trek V - L'ultima frontiera (Star Trek V: The Final Frontier) di William Shatner (1989)
- 1999
  - Showgirls (Showgirls) di Paul Verhoeven (1995)
  - Hollywood brucia (An Alan Smithee Film: Burn Hollywood Burn) di Alan Smithee (1997)
  - Hudson Hawk, il mago del furto (Hudson Hawk) di Michael Lehmann (1991)
  - L'uomo del giorno dopo (The Postman) di Kevin Costner (1997)
  - Striptease (Striptease) di Andrew Bergman (1996)
- 2009
  - Battaglia per la Terra (Battlefield Earth) di Roger Christian (2000)
  - Freddy Got Fingered (Freddy Got Fingered) di Tom Green (2001)
  - Amore estremo - Tough Love (Gigli) di Martin Brest (2003)
  - Il nome del mio assassino (I Know Who Killed Me) di Chris Sivertson (2007)
  - Travolti dal destino (Sweept Away) di Guy Ritchie (2002)

### Peggiori film dei nostri primi 25 anni
- 2004
  - Drammatico
    - Battaglia per la Terra - Una saga dell'anno 3000 (Battlefield Earth: A Saga of the Year 3000), regia di Roger Christian (2000)
    - Il prezzo del successo (The Lonely Lady), regia di Peter Sasdy (1983)
    - Mammina cara (Mommie Dearest), regia di Frank Perry (1981)
    - Showgirls (Showgirls), regia di Paul Verhoeven (1995)
    - Travolti dal destino (Swept Away), regia di Guy Ritchie (2002)

  - Commedia
    - Amore estremo - Tough Love (Gigli), regia di Martin Brest (2003)
    - Pluto Nash (The Adventures of Pluto Nash), regia di Ron Underwood (2002)
    - Il gatto... e il cappello matto (The Cat in the Hat), regia di Bo Welch (2003)
    - Freddy Got Fingered (Freddy Got Fingered), regia di Tom Green (2001)
    - Leonard salverà il mondo (Leonard Part 6), regia di Paul Weiland (1987)

  - Musical
    - From Justin to Kelly (From Justin to Kelly), regia di Robert Iscove (2003)
    - Can't Stop the Music (Can't Stop the Music), regia di Nancy Walker (1980)
    - Glitter (Glitter), regia di Vondie Curtis-Hall (2001)
    - Nick lo scatenato (Rhinestone), regia di Bob Clark (1984)
    - Spice Girls - Il film (Spice World), regia di Bob Spiers (1997)
    - Xanadu (Xanadu), regia di Robert Greenwald (1980)

### Categorie annuali
- 1997 - Peggior disattenzione verso la vita umana e la proprietà pubblica
  - Con Air di Simon West
  - Batman & Robin (Batman & Robin) di Joel Schumacher
  - Il mondo perduto - Jurassic Park (The Lost World: Jurassic Park) di Steven Spielberg
  - Turbolence - La paura è nell'aria (Turbulence) di Robert Butler
  - Vulcano - Los Angeles 1997 (Volcano) di Mick Jackson
- 1998 - Peggior moda nei film dell'anno
  - Adolescenti e anziani (Gidgets 'n' geezers)
  - Se hai visto il trailer, perché preoccuparsi di vedere il film? (If you've seen the trailer, why bother to see the movie?)
  - 30 minuti di trama - convertita in meno di tre ore (30 minutes of story – conveyed in less than three hours)
  - THX: L'audio è assordante (THX: The audio is deafening)
  - Io amo il cattivo gusto dei tie-ins (Yo quiero tacky tie-ins)
- 2002 - Più flatulento film per adolescenti
  - Jackass: The Movie (Jackass: The Movie) di Jeff Tremaine
  - Otto notti di follie (Eight Crazy Nights) di Seth Kearsley
  - Crossroads - Le strade della vita (Crossroads) di Tamra Davis
  - Scooby-Doo (Scooby-Doo) di Raja Gosnell
  - xXx (xXx) di Rob Cohen
- 2003 - Peggior pretesto per un film
  - Il gatto... e il cappello matto (The Cat in the Hat) di Bo Welch
  - 2 Fast 2 Furious (2 Fast 2 Furious) di John Singleton
  - Charlie's Angels: più che mai (Charlie's Angels: Full Throttle) di McG
  - From Justin to Kelly (From Justin to Kelly) di Robert Iscove
  - The Real Cancun (The Real Cancun) di Rick de Oliveira
- 2006 - Peggior pretesto per un film per famiglie
  - Vita da camper (RV) di Barry Sonnenfeld
  - Conciati per le feste (Deck the Halls) di John Whitesell
  - Garfield 2 (Garfield: A Tail of Two Kitties) di Tim Hill
  - Santa Clause è nei guai (The Santa Clause 3: The Escape Clause) di Michael Lembeck
  - Shaggy Dog - Papà che abbaia... non morde (The Shaggy Dog) di Brian Robbins
- 2007 - Peggior pretesto per un film horror
  - Il nome del mio assassino (I Know Who Killed Me) di Chris Sivertson
  - Aliens vs. Predator 2 (Aliens vs. Predator: Requiem) di Colin e Greg Strause
  - Captivity (Captivity) di Roland Joffé
  - Hannibal Lecter - Le origini del male (Hannibal Rising) di Peter Webber
  - Hostel: Part II (Hostel: Part II) di Eli Roth